# Psychomyia galli
Psychomyia galli är en nattsländeart som beskrevs av Schmid 1997. Psychomyia galli ingår i släktet Psychomyia och familjen tunnelnattsländor. Inga underarter finns listade i Catalogue of Life.